# Prvenstvo Zagrebačkog nogometnog podsaveza 1926./27.

Prvenstvo Zagrebačkog nogometnog podsaveza 1926./27. bilo je osmo po redu nogometno natjecanje u organizaciji Zagrebačkog nogometnog podsaveza. Natjecanje je započelo u listopadu 1926. godine, a završilo u svibnju 1927. godine. Prvak je izborio izravni plasman na državno prvenstvo 1927. godine. Prvi puta u povijesti i doprvak prvenstva ZNP-a mogao je kroz dodatno izlučno natjecanje izboriti natjecanje u državnom prvenstvu.

## I.A razred
| mj | naziv kluba | uta | pob | neo | izg | pop | pri | bod |
| -- | ----------- | --- | --- | --- | --- | --- | --- | --- |
| 1. | HAŠK        | 10  | 9   | 0   | 1   | 23  | 7   | 18  |
| 2. | Građanski   | 10  | 5   | 1   | 4   | 21  | 15  | 11  |
| 3. | Concordia   | 10  | 5   | 0   | 5   | 19  | 19  | 10  |
| 4. | Željezničar | 10  | 4   | 1   | 5   | 16  | 18  | 9   |
| 5. | Croatia     | 10  | 3   | 2   | 5   | 12  | 17  | 8   |
| 6. | Derby       | 10  | 0   | 4   | 6   | 12  | 15  | 4   |

- HAŠK je izborio izravan plasman u završnicu državnog prvenstva
- Građanski se plasirao u prednatjecanje za državno prvenstvo

## I.B razred
- Prvak I.B razreda je Viktorija koja je izborila I.A razred za sezonu 1927./28.

## Prvenstvo pokrajine
Pokrajinsko prvenstvo ZNP-a osvojio je banjalučki Krajišnik koji je u završnoj utakmici u Zagrebu pobijedio bjelovarski BGŠK 2:1.

## Završnica
Završnu utakmicu za prvaka ZNP-a igrali su prvak Zagreba HAŠK i prvak pokrajine ZNP-a Krajišnik. HAŠK je uvjerljivom pobjedom 11:0 osvojio naslov prvaka.